# Kepler-9
Désignations
Kepler-9 est une naine jaune très semblable au Soleil située à environ ∼ 2 090 a.l. (∼ 641 pc) du Système solaire, dans la constellation de la Lyre. Un système planétaire à trois corps a été détecté par la méthode des transits autour de cette étoile :
| Planète                        | Masse (MJ) | Rayon (RJ) | Demi-grand axe (UA) | Période orbitale (j) | [Masse volumique]] (g/cm3) |
| ------------------------------ | ---------- | ---------- | ------------------- | -------------------- | -------------------------- |
|                                |            |            |                     |                      |                            |
| Kepler-9 d                     | ~ 0,022 ?  | ~ 0,147    | ~ 0,0273            | 1,592851             | ~ 9,2 ?                    |
| Kepler-9 b                     | ~ 0,252    | ~ 0,842    | ~ 0,14              | 19,243158            | ~ 0,524                    |
| Kepler-9 c                     | ~ 0,171    | ~ 0,823    | ~ 0,225             | 38,90861             | ~ 0,383                    |
|                                |            |            |                     |                      |                            |
| Système planétaire de Kepler-9 |            |            |                     |                      |                            |